# (10427) Klinkenberg
(10427) Klinkenberg – planetoida z pasa głównego asteroid okrążająca Słońce w ciągu 3 lat i 124 dni w średniej odległości 2,23 j.a. Została odkryta 24 września 1960 roku przez Cornelisa i Ingrid van Houtenów. Przed nadaniem nazwy planetoida nosiła oznaczenie tymczasowe (10427) 2017 P-L.